# Félix Vicq d'Azyr
Félix Vicq-d'Azyr, född 23 april 1748 i Valognes, departementet Manche, död 20 juni 1794 i Paris, var en fransk läkare. 
Vicq-d'Azyr började 1773 i Paris hålla föreläsningar över människans och djurens anatomi och invaldes redan 1774 i franska vetenskapsakademien. År 1775 sändes han av regeringen att göra studier över boskapspesten i södra Frankrike och inlade genom de av honom föreslagna åtgärderna mot densamma stor förtjänst. Vid sin återkomst utsågs han till ständig sekreterare vid det 1776 stiftade medicinska sällskapet (Société de médecine), vilket främst genom hans betydelsefulla verksamhet småningom vann stort anseende. De vid dess offentliga sammankomster av honom föredragna minnesteckningarna (Éloges lus dans les séances publiques de la Société de médecine, band 1–7, 1778–98) förvärvade honom anseende som en av Frankrikes bästa skriftställare och öppnade 1788 för honom portarna till Franska akademien.
Vicq d'Azyrs rent vetenskapliga arbeten hänförde sig, utom till veterinärmedicinen, till ryggradsdjurens jämförande anatomi, vilken också behandlas i hans huvudarbete, det stort anlagda Traité d'anatomie et de physiologie avec des planches représentantes au naturel les organes de l'homme et des animaux (1786), av vilket dock endast första bandet såg dagen. I sin uppfattning av den organiska världen anslöt han sig till Georges-Louis Leclerc de Buffon. År 1789 utnämndes Vicq d'Azyr till drottningens förste läkare. Hans Œuvres utgavs 1805 i sex band och innehåller utom minnestalen en del av hans anatomiska undersökningar och hans arbete om hjärnan.